# Parophonus
Parophonus es un género de coleópteros adéfagos de la familia Carabidae.

## Especies
Comprende las siguientes especies:
- Parophonus ambiguus (Lecordier, 1982)
- Parophonus angulatus (Lecordier, 1987)
- Parophonus angusticollis (Lecordier, 1982)
- Parophonus antoinei (Schauberger, 1931)
- Parophonus arbonnieri (Lecordier, 1984)
- Parophonus axinotomoides (Basilewsky, 1968)
- Parophonus biseriatus (Lesne, 1896)
- Parophonus bruneaui (Lecordier, 1984)
- Parophonus caffer (Boheman, 1848)
- Parophonus colmanti (Burgeon, 1936)
- Parophonus compositus (Walker, 1858)
- Parophonus conspectus (Lecordier, 1987)
- Parophonus conviva (H.Holbe, 1898)
- Parophonus cyanellus (Bates, 1889)
- Parophonus cyaneotinctus (Bates, 1889)
- Parophonus decellei (Lecordier, 1983)
- Parophonus dejeani (Csiki, 1932)
- Parophonus deplanatus (Basilewsky, 1946)
- Parophonus dia (Reitter, 1900)
- Parophonus edentatus (Bates, 1892)
- Parophonus erebius (Bates, 1892)
- Parophonus escheri (Dejean, 1831)
- Parophonus formosanus (Jedlicka, 1940)
- Parophonus fossulatus (Lecordier, 1984)
- Parophonus girardi (Lecordier, 1982)
- Parophonus gojebensis (Clarke, 1971)
- Parophonus gracilis (Andrewes, 1947)
- Parophonus grandiceps (Bates, 1892)
- Parophonus hauseri (Schauberger, 1933)
- Parophonus hespericus Jeanne, 1985
- Parophonus hiekei (N.Ito, 1993)
- Parophonus hirsutulus (Dejean, 1829)
- Parophonus hirsutus (Lecordier, 1987)
- Parophonus hispanus (Rambur, 1838)
- Parophonus holosericeus (Dejean, 1829)
- Parophonus iberiparcus Zaballos & Garcia-Munoz, 1991
- Parophonus imitativus (Peringuey, 1908)
- Parophonus indicus (Andrewes, 1931)
- Parophonus inquinulus (Lecordier, 1984)
- Parophonus integer (Peringuey, 1896)
- Parophonus interstitialis (Reitter, 1889)
- Parophonus iridicolor (Landin, 1955)
- Parophonus javanus (Gory, 1833)
- Parophonus juvencus (Dejean, 1829)
- Parophonus kenyanus Facchini, 2003
- Parophonus knyi Wrase, 2001
- Parophonus laeviceps (Menetries, 1832)
- Parophonus lepidus (Lecordier, 1984)
- Parophonus lividus (Andrewes, 1923)
- Parophonus maculicornis (Duftschmid, 1812)
- Parophonus major (Bates, 1891)
- Parophonus maniti (N.Ito, 1993)
- Parophonus marshalli (Barker, 1922)
- Parophonus mendax (P.Rossi, 1790)
- Parophonus mirei (Lecordier, 1982)
- Parophonus moestus (Putzeys In Chaudoir, 1878)
- Parophonus nagpurensis (N.Ito, 1993)
- Parophonus nigripes (Burgeon, 1936)
- Parophonus nossibianus (Brancsik, 1893)
- Parophonus opacus (W.J.Macleay, 1888)
- Parophonus optivus (Peringuey, 1908)
- Parophonus orientalis (Lecordier, 1984)
- Parophonus ovalipennis (Schauberger, 1932)
- Parophonus pierroni Jeannel, 1948
- Parophonus planicollis (Dejean, 1829)
- Parophonus pseudosericeus (Lecordier, 1982)
- Parophonus pusillus (Lecordier, 1984)
- Parophonus quisquilius (Lecordier, 1983)
- Parophonus rectangulus N.Ito, 1994
- Parophonus saponarius (Olivier, 1795)
- Parophonus sericeus (Coquerel, 1866)
- Parophonus spatulus (Lecordier, 1986)
- Parophonus spoliatus (Putzeys In Chaudoir, 1876)
- Parophonus spretus (Lecordier, 1982)
- Parophonus stricticollis (Lecordier, 1983)
- Parophonus sublaevis (Bates, 1891)
- Parophonus substrictus (Lecordier, 1987)
- Parophonus subtilis (Bates, 1892)
- Parophonus tibialis (Laferte-Senectere, 1853)
- Parophonus tomentosus (Dejean, 1829)
- Parophonus ugandanus (Basilewsky, 1946)
- Parophonus velutinus (Dejean, 1829)
- Parophonus vigil Tschitscherine, 1901
- Parophonus vitalisi (Andrewes, 1922)